# McMinnville (Tennessee)
Pour les articles homonymes, voir McMinnville.
La ville américaine de McMinnville est le siège du comté de Warren, dans l’État du Tennessee. Lors du recensement de 2010, sa population s’élevait à 13 605 habitants.

## Source
- (en) Cet article est partiellement ou en totalité issu de l’article de Wikipédia en anglais intitulé « McMinnville, Tennessee » (voir la liste des auteurs).